# Never Gonna Fall
A Never Gonna Fall című dal Lisa Stansfield promóciós kislemeze, mely 1997. október 27-én jelent meg az Egyesült Államokban. A dalt Stansfield, Devaney írta, a produceri munkálatokat Peter Mokran felügyelte. A dalhoz két amerikai producer Junior Vasquez és Victor Calderone készített remixeket.
1997 decemberében a dal a Billboard Hot Dance Club Songs listán 1. helyezést ért el, és két hétig volt slágerlistás helyezés. Ez volt a 6. első helyezett kislemez ezen a slágerlistán. A dalt Stansfield a The Rosie O'Donnell Showban élőben előadta. A dalt Spanyolországban promóciós kislemezként megjelentették. Az 1998 júniusában megjelent "The Remix Album"-on a "Never Gonna Fall" két remixe is szerepel. A dal szintén megtalálható a "Biography: The Greatest Hits" amerikai kiadásán, és a Junior Wasquez mix az album bónusz CD-n is megtalálható.
2014-ben a "Never Gonna Fall" (Junior's Return To 27th & 10th Anthem) című remix helyet kapott a "Lisa Stansfield" deluxe változatán, valamint a korábban nem publikált Wyclef Remix a "People Hold On...The Remix Anthology (2014) is szerepel, de hallható a "The Collection 1989-2003" című válogatáson is.

## Kritikák
A dal kedvező értékelést kapott a kritikusoktól. A Billboard szerint lesz néhány régi hallgató, akik összehasonlítják a dalt az "All Around the World" című slágerrel, mert vannak enyhe hasonlóságok a két dal között, azonban ha megvizsgáljuk a dalt közelebbről, inkább jazzes érzetet nyújt, és hasonlóságot mutat Mary J. Blige és Faith Evans előadásmódjaihoz. Stansfield hangja gyönyörű, melynek fejlesztését, erősítését soha nem  hagyja abba. Kiváló példa erre ez a dal, amikor az énekes bizarr magasságokba csap, majd néhány másodperc múlva már suttogásba esik.

## Számlista
US/spanyol promóciós CD single
1. "Never Gonna Fall" (Edit) – 4:08

US promóciós 12" single
1. "Never Gonna Fall" (Junior's Return To 27th & 10th Anthem) – 10:23
2. "Never Gonna Fall" (Victor Calderone Remix) – 8:43
3. "Never Gonna Fall" (Junior's Tribal Beats) – 6:06

Egyéb remixek
1. "Never Gonna Fall" (Junior Vasquez Mix) – 8:34
2. "Never Gonna Fall" (Victor Calderone Mix) – 7:12
3. "Never Gonna Fall" (Wyclef Remix) – 3:52

## Slágerlista
| Slágerlista (1997–98)               | Legjobb helyezések |
| ----------------------------------- | ------------------ |
| Spain Radio (PROMUSICAE)            | 38                 |
| US Hot Dance Club Songs (Billboard) | 1                  |